# Jeux africains
Les Jeux africains (nom officiel), appelés aussi les Jeux de toute l'Afrique ou alors les Jeux panafricains, sont une compétition multisports créée en 1965 et disputée tous les quatre ans à l'échelle du continent africain. Son organisation est sous la responsabilité de l'Union africaine (UA), l'Association des comités nationaux olympiques d'Afrique (ACNOA), et l'Union des Confédérations Sportives Africaines (UCSA). Jusqu'en 2013, la compétition est sous l'égide du Conseil supérieur du sport en Afrique  (CSSA).
Les 53 membres affiliés à l'Association des Comités Nationaux Olympiques d'Afrique (ANOCA) sont éligibles pour participer aux Jeux. Dans l'histoire, les 53 Comités Nationaux Olympiques (CNO) ont envoyé des concurrents aux Jeux.

## Histoire
En 1923, Pierre de Coubertin a l'idée de créer des Jeux en Afrique. En avril 1923, il est proposé lors de la session du Comité international olympique d'organiser des Jeux africains à un rythme annuel. Lors des Jeux de 1924 à Paris, une souscription est ouverte et il est décidé que l'année suivante l'Algérie accueille la première édition. Alors que des préparatifs se font pour mener à bien ce projet, les puissances coloniales s'opposent à l'idée que le peuple africain puisse s'unir au nom du sport. 
Un athlète grec, Angelo Bolanaki, donne de l'argent pour permettre la construction d'un stade à Alexandrie, dans le but d'organiser les Jeux en Égypte en 1929. La ville prépare l'événement mais à quelques semaines du début de la compétition, les puissances coloniales mettent un terme au projet, craignant un mouvement d'unité et de révolte du continent africain. 
Ce n’est qu’en 1960, le Madagascar réussit a organiser les jeux de l'amitié avec des pays francophones d’Afrique. ce qui serait emprunter par les autres pays non francophones avant de se transformer en Jeux africains. 
La première édition s'est tenue en 1965 à Brazzaville. Pierre de Coubertin, fondateur des Jeux olympiques, en avait proposé l'idée, mais elle était restée lettre morte jusqu'à l'indépendance des années 1960. Prenant le relais des Jeux de l'Amitié ayant impliqués les pays francophones, les premiers Jeux sont organisés à Brazzaville en 1965 et reconnus par le Comité international olympique. Le président du CIO Avery Brundage était d'abord réticent à reconnaître la compétition en raison de la mise à l'écart de l'Afrique du Sud ; l'exclusion de cette nation aux Jeux olympiques d'été de 1964 entraîne finalement l'accord du CIO.
Les deuxièmes Jeux africains devaient avoir lieu en 1969 à Bamako mais sont annulés à la suite du coup d'État de 1968 au Mali, le nouveau pouvoir en place mettant en avant les difficultés financières et techniques du pays.
L'Afrique du Sud est réintégrée aux Jeux africains de 1995 avec la fin de l'apartheid.
Le Maroc boycotte les Jeux de 1987 à 2015 en raison d'un différend politique sur le Sahara occidental. Le Maroc revendique le territoire comme ses provinces du Sud et en contrôle 80% tandis que la République arabe sahraouie démocratique, qui prétend être un État souverain, contrôle les 20% restants comme la zone franche. Or, le Conseil supérieur du sport en Afrique (CSSA) reconnait la République sahraouie. En 2018, après que le gouvernement marocain a signé son traité de retour à l'Union africaine, le pays s'est également engagé à revenir aux Jeux africains. Rabat, au Maroc, accueille les Jeux africains de 2019.

## Éditions
| Édition | Année | Ville         | Pays                | Dates                       |
| ------- | ----- | ------------- | ------------------- | --------------------------- |
| I       | 1965  | Brazzaville   | République du Congo | 18 - 25 juillet 1965        |
| —       | 1969  | Bamako        | Mali                | Édition annulée             |
| II      | 1973  | Lagos         | Nigeria             | 7 - 18 janvier 1973         |
| III     | 1978  | Alger         | Algérie             | 13 - 28 juillet 1978        |
| IV      | 1987  | Nairobi       | Kenya               | 1er - 12 août 1987          |
| V       | 1991  | Le Caire      | Égypte              | 20 sept. - 1er octobre 1991 |
| VI      | 1995  | Harare        | Zimbabwe            | 13 - 23 septembre 1995      |
| VII     | 1999  | Johannesbourg | Afrique du Sud      | 10 - 19 septembre 1999      |
| VIII    | 2003  | Abuja         | Nigeria             | 5 - 17 octobre 2003         |
| IX      | 2007  | Alger         | Algérie             | 11 - 23 juillet 2007        |
| X       | 2011  | Maputo        | Mozambique          | 3 - 18 septembre 2011       |
| XI      | 2015  | Brazzaville   | République du Congo | 4 - 19 septembre 2015       |
| XII     | 2019  | Rabat         | Maroc               | 19 août - 31 août 2019      |
| XIII    | 2023  | Accra         | Ghana               | 8 mars - 23 mars 2023       |
| XIV     | 2027  |               | Égypte              |                             |

## Médailles
[Quand ?]
[réf. nécessaire]
| Numéro | Nation         | Jeux | Or  | Argent | Bronze | Total |
| ------ | -------------- | ---- | --- | ------ | ------ | ----- |
| 1      | Égypte         | 12   | 718 | 531    | 507    | 1756  |
| 2      | Nigeria        | 12   | 493 | 449    | 449    | 1391  |
| 3      | Afrique du Sud | 7    | 416 | 387    | 325    | 1128  |
| 4      | Algérie        | 12   | 335 | 341    | 424    | 1100  |
| 5      | Tunisie        | 12   | 260 | 244    | 277    | 781   |
| 6      | Kenya          | 12   | 134 | 144    | 164    | 442   |
| 7      | Sénégal        | 12   | 65  | 71     | 153    | 289   |
| 8      | Éthiopie       | 12   | 45  | 54     | 75     | 174   |
| 9      | Cameroun       | 12   | 41  | 70     | 137    | 248   |
| 10     | Maroc          | 4    | 40  | 44     | 61     | 145   |
| 11     | Ghana          | 9    | 36  | 54     | 95     | 185   |
| 12     | Zimbabwe       | 12   | 35  | 43     | 71     | 149   |
| 13     | Côte d'Ivoire  | 12   | 29  | 32     | 65     | 126   |
| 14     | Angola         | 9    | 24  | 21     | 41     | 86    |
| 15     | Ouganda        | 12   | 22  | 21     | 44     | 87    |

## Sports
- Athlétisme
- Aviron
- Badminton
- Baseball
- Basket-ball
- Beach-volley
- Boxe
- Canoë-kayak
- Cyclisme
- Échecs
- Équitation
- Escrime
- Football
- Gymnastique
- Haltérophilie
- Handball
- Hockey sur gazon
- Judo
- Karaté
- Kick-boxing
- Lutte
- Natation
- Netball
- Plongeon
- Snooker
- Softball
- Squash
- Taekwondo
- Tennis
- Tennis de table
- Tir
- Tir à l'arc
- Triathlon
- Voile
- Volley-ball